# اچ‌ام‌اس ردابتیبل (۱۸۱۵)
اچ‌ام‌اس ردابتیبل (۱۸۱۵) (به انگلیسی: HMS Redoubtable (1815)) یک کشتی بود که طول آن ۱۷۶ فوت (۵۴ متر) بود. این کشتی در سال ۱۸۱۵ ساخته شد.